# Quest Composite Technology
Quest Composite Technology ist ein chinesischer Hersteller von Produkten aus Verbundmaterialien. Die Firma mit Sitz in der bezirksfreien Stadt Dongguan, Provinz Guangdong stellt Fahrradrahmen und Gabeln, Einrichtungsgegenstände und medizinische Produkte her. Die Firma ist der wichtigste OEM-Lieferant der deutschen Fahrradmarke Canyon und beliefert auch die US-Marke Trek. Quest beschäftigt nach eigenen Angaben mehr als 2200 Mitarbeiter in verschiedensten Bereichen.
Quest Composite Technology ist seit 2007 als Unternehmen aktiv. Die Produktionsstätten erfüllen nach Angaben der Firma die Vorgeaben eines QA-Systems nach IATF 16949 und den Anforderungen des Japan SG Mark Requirements. Die Rahmen und Gabeln für Trek und Canyon werden bei Quest weitgehend separat voneinander produziert.